# Стрільба на літніх Олімпійських іграх 2016 — пневматична гвинтівка, 10 метрів (чоловіки)
Змагання зі стрільби із пневматичної гвинтівки з 10 м серед чоловіків на літніх Олімпійських іграх 2016 року пройшли 8 серпня на Національному стрілецькому центрі Ріо. У змаганнях взяли участь 50 спортсменів. Золоту медаль виборов італієць Нікколо Кампріані, срібну — українець Сергій Куліш та росіянин Володимир Масленніков став бронзовим призером.

## Розклад змагань
Час місцевий (UTC−3)
| Дата     | Час         | Раунд        |
| -------- | ----------- | ------------ |
| 8 серпня | 09:00–10:15 | Кваліфікація |
| 8 серпня | 12:00–12:45 | Фінал        |

## Призери
| Золото                        | Срібло                 | Бронза |
| Нікколо Кампріані · Італія OR | Сергій Куліш · Україна | [[Файл:Помилка Lua у Модуль:Country_alias/пісочниця у рядку 206: Недійсний псевдонім країни: нейтральний спортсмен.\|23x15px\|border\|alt=\|link=]] Володимир Масленніков [[Помилка Lua у Модуль:Country_alias/пісочниця у рядку 206: Недійсний псевдонім країни: нейтральний спортсмен. на літніх Олімпійських іграх 2016 \|Помилка Lua у Модуль:Country_alias/пісочниця у рядку 206: Недійсний псевдонім країни: нейтральний спортсмен.]] |

## Зміни у форматі
В січні 2013 року Міжнародна федерація спортивної стрільби прийняла нові правила проведення змагань на 2013—2016 роки, які, зокрема, змінили порядок проведення фіналів. Спортсмени, що пройшли до фіналу, тепер розпочинають вирішальний раунд без очок, набраних у кваліфікації, а фінал проходить за системою з вибуванням. Усі стрільці виконують дві серії по три постріли, після чого розпочинаються одиночні серії. Після кожного другого пострілу з подальшої боротьби вибуває один із фіналістів. Після 18-ти пострілів залишаються два стрільці, які виконують ще по два постріли. Спортсмен, що набрав найбільшу кількість очок, стає володарем золотої медалі.

## Змагання

### Кваліфікація
У кваліфікаційних змаганнях спортсмени виконають 6 серій по 10 пострілів. Результат кожного пострілу вимірюється з точністю до десятої. У фінал пройдуть 8 спортсменів, які показали кращий результат.
| Місце | Спортсмен              | Країна | 1     | 2     | 3     | 4     | 5     | 6     | Всього | Inner 10s | Нотатки |
| ----- | ---------------------- | --- | ----- | ----- | ----- | ----- | ----- | ----- | ------ | --------- | ------- |
| 1     | Нікколо Кампріані      | Італія (ITA) | 104.1 | 105.2 | 104.5 | 105.4 | 105.8 | 105.2 | 630.2  |           | Q, ОР   |
| 2     | Володимир Масленніков  | [[Файл:Шаблон:КраїнаОІ прапор\|22x20px\|border\|Помилка Lua у Модуль:Country_alias у рядку 223: Параметр 1 шаблону КраїнаОІ повинен бути кодом країни.]] [[Помилка Lua у Модуль:Country_alias у рядку 223: Параметр 1 шаблону КраїнаОІ повинен бути кодом країни. на літніх Олімпійських іграх 2016\|Помилка Lua у Модуль:Country_alias у рядку 223: Параметр 1 шаблону КраїнаОІ повинен бути кодом країни.]] () | 105.3 | 103.7 | 105.4 | 105.2 | 103.9 | 105.5 | 629.0  |           | Q       |
| 3     | Петар Горша            | Хорватія (CRO) | 104.7 | 105.0 | 104.8 | 104.7 | 104.7 | 104.1 | 628.0  |           | Q       |
| 4     | Сергій Куліш           | Україна (UKR) | 103.4 | 104.7 | 103.5 | 106.4 | 104.0 | 105.0 | 627.0  |           | Q       |
| 5     | Олег Царьков           | Україна (UKR) | 102.9 | 105.5 | 103.9 | 105.1 | 104.0 | 104.8 | 626.2  |           | Q       |
| 6     | Петер Шиді             | Угорщина (HUN) | 103.8 | 104.5 | 104.5 | 105.4 | 102.1 | 105.6 | 625.9  |           | Q       |
| 7     | Абгінав Біндра         | Індія (IND) | 104.3 | 104.4 | 105.9 | 103.8 | 102.1 | 105.2 | 625.7  |           | Q       |
| 8     | Ілля Чаргейка          | Білорусь (BLR) | 105.2 | 104.5 | 104.9 | 103.2 | 103.1 | 104.6 | 625.5  |           | Q       |
| 9     | Цао Їфей               | Китай (CHN) | 104.1 | 104.4 | 104.7 | 104.3 | 104.4 | 103.6 | 625.5  |           |         |
| 10    | Аре Хансен             | Норвегія (NOR) | 101.5 | 104.5 | 103.8 | 103.9 | 105.1 | 105.6 | 624.4  |           |         |
| 11    | Кім Хьон Джун          | Південна Корея (KOR) | 103.1 | 104.0 | 104.9 | 106.0 | 104.4 | 102.0 | 624.4  |           |         |
| 12    | Мілутін Стефанович     | Сербія (SRB) | 104.1 | 104.8 | 103.2 | 103.7 | 104.0 | 104.5 | 624.3  |           |         |
| 13    | Іштван Пені            | Угорщина (HUN) | 104.5 | 104.5 | 103.1 | 106.0 | 102.0 | 103.9 | 624.0  |           |         |
| 14    | Сергій Ріхтер          | Ізраїль (ISR) | 103.8 | 102.4 | 105.1 | 103.7 | 104.7 | 104.1 | 623.8  |           |         |
| 15    | Александер Шмірль      | Австрія (AUT) | 104.5 | 104.9 | 104.1 | 104.1 | 103.8 | 102.3 | 623.7  |           |         |
| 16    | Сергій Каменський      | Росія (RUS) | 103.7 | 104.2 | 104.5 | 104.0 | 104.4 | 102.4 | 623.2  |           |         |
| 17    | Віталій Бубнович       | Білорусь (BLR) | 101.9 | 104.2 | 102.6 | 103.9 | 106.1 | 104.2 | 622.9  |           |         |
| 18    | Юліан Юстус            | Німеччина (GER) | 103.1 | 104.5 | 103.8 | 103.3 | 103.4 | 104.7 | 622.8  |           |         |
| 19    | Алін Джордже Молдовану | Румунія (ROU) | 102.3 | 103.3 | 104.6 | 104.1 | 105.0 | 103.4 | 622.7  |           |         |
| 20    | Наоя Окада             | Японія (JPN) | 104.7 | 105.2 | 100.7 | 104.0 | 103.8 | 104.2 | 622.6  |           |         |
| 21    | Лукас Козенєскі        | США (USA) | 104.1 | 103.9 | 103.3 | 104.1 | 103.3 | 103.6 | 622.3  |           |         |
| 22    | Пурія Нурузян          | Іран (IRI) | 102.8 | 103.5 | 104.1 | 103.6 | 103.9 | 104.3 | 622.2  |           |         |
| 23    | Гаган Наранг           | Індія (IND) | 105.3 | 104.5 | 102.1 | 103.4 | 101.6 | 104.8 | 621.7  |           |         |
| 24    | Грачик Бабаян          | Вірменія (ARM) | 103.7 | 102.1 | 104.0 | 105.5 | 104.3 | 101.9 | 621.5  |           |         |
| 25    | Абдулла Хель Бакі      | Бангладеш (BAN) | 103.8 | 104.0 | 105.4 | 103.6 | 100.6 | 103.8 | 621.2  |           |         |
| 26    | Валер'ян Совплан       | Франція (FRA) | 102.6 | 104.2 | 104.2 | 102.4 | 103.6 | 104.1 | 621.1  |           |         |
| 27    | Хорхе Діас             | Іспанія (ESP) | 103.3 | 102.4 | 103.2 | 104.3 | 104.3 | 103.4 | 620.9  |           |         |
| 28    | Вадим Скороваров       | Узбекистан (UZB) | 102.9 | 102.6 | 105.3 | 102.4 | 104.5 | 103.2 | 620.9  |           |         |
| 29    | Міхаель Янкер          | Німеччина (GER) | 101.0 | 103.7 | 104.5 | 104.4 | 104.0 | 103.2 | 620.8  |           |         |
| 30    | Марко де Ніколо        | Італія (ITA) | 105.0 | 103.0 | 102.9 | 102.9 | 102.1 | 104.6 | 620.5  |           |         |
| 31    | Ян Хаожань             | Китай (CHN) | 101.6 | 103.3 | 103.9 | 104.0 | 103.9 | 103.8 | 620.5  |           |         |
| 32    | Гернот Румплер         | Австрія (AUT) | 103.7 | 102.6 | 101.2 | 104.6 | 103.8 | 104.5 | 620.4  |           |         |
| 33    | Міленко Себич          | Сербія (SRB) | 102.7 | 104.3 | 104.6 | 103.3 | 101.5 | 103.6 | 620.0  |           |         |
| 34    | Деніел Лоу             | США (USA) | 102.5 | 105.0 | 104.0 | 104.4 | 102.0 | 102.1 | 620.0  |           |         |
| 35    | Філіп Непейхал         | Чехія (CZE) | 104.0 | 104.9 | 104.3 | 103.1 | 101.4 | 102.2 | 619.9  |           |         |
| 36    | Тосікадзу Ямасіта      | Японія (JPN) | 103.8 | 104.6 | 102.7 | 104.7 | 100.1 | 103.6 | 619.5  |           |         |
| 37    | Дейн Семпсон           | Австралія (AUS) | 101.2 | 103.9 | 103.4 | 103.1 | 104.2 | 103.5 | 619.3  |           |         |
| 38    | Жеремі Монньє          | Франція (FRA) | 103.5 | 103.5 | 102.7 | 102.0 | 103.3 | 103.5 | 618.5  |           |         |
| 39    | Хамада Талат           | Єгипет (EGY) | 102.4 | 103.7 | 102.7 | 103.4 | 103.0 | 103.0 | 618.2  |           |         |
| 40    | Оле Крістіан Брюн      | Норвегія (NOR) | 103.1 | 103.3 | 103.4 | 102.9 | 103.0 | 102.2 | 617.9  |           |         |
| 41    | Напіс Тортунгпанік     | Таїланд (THA) | 103.7 | 102.0 | 102.0 | 103.3 | 104.4 | 102.0 | 617.4  |           |         |
| 42    | Антон Різов            | Болгарія (BUL) | 103.0 | 102.0 | 103.9 | 102.2 | 101.3 | 104.9 | 617.3  |           |         |
| 43    | Чон Чі Кин             | Південна Корея (KOR) | 104.3 | 104.2 | 102.8 | 97.2  | 104.4 | 103.8 | 616.7  |           |         |
| 44    | Юрій Юрков             | Казахстан (KAZ) | 101.3 | 102.4 | 104.1 | 101.6 | 102.9 | 103.0 | 615.3  |           |         |
| 45    | Хуліо Ємма             | Венесуела (VEN) | 101.7 | 102.5 | 101.3 | 99.9  | 104.2 | 103.1 | 612.7  |           |         |
| 46    | Джек Россітер          | Австралія (AUS) | 100.2 | 99.9  | 103.1 | 102.4 | 103.8 | 103.0 | 612.4  |           |         |
| 47    | Шафік Буауд            | Алжир (ALG) | 100.4 | 101.2 | 103.0 | 101.6 | 104.2 | 101.7 | 612.1  |           |         |
| 48    | Рейнір Естпінан        | Куба (CUB) | 101.9 | 101.2 | 100.6 | 102.4 | 101.2 | 102.7 | 610.0  |           |         |
| 49    | Александер Молеріо     | Куба (CUB) | 99.2  | 101.3 | 102.6 | 99.2  | 101.8 | 103.1 | 607.2  |           |         |
| 50    | Мангала Самаракун      | Шрі-Ланка (SRI) | 97.1  | 100.9 | 97.7  | 99.1  | 98.1  | 96.7  | 589.6  |           |         |

### Фінал
У перших двох серіях фіналу спортсмени виконують по три постріли. Далі розпочинається вибування спортсменів. Після кожного другого пострілу стрілець, який набрав найменшу суму балів за всі попередні серії, припиняє боротьбу за перше місце. Після 8-и серій залишаються два спортсмени, які виконують ще по два постріли. Стрілець, який набрав найбільшу суму балів, стає володарем золотої медалі.
| Місце | Спортсменка                 | 1    | 2    | 3    | 4    | 5    | 6    | 7    | 8    | 9    | Фінал | Нотатки |
| ----- | --------------------------- | ---- | ---- | ---- | ---- | ---- | ---- | ---- | ---- | ---- | ----- | ------- |
| 1     | Нікколо Кампріані (ITA)     | 30.3 | 31.0 | 20.7 | 20.7 | 20.0 | 20.8 | 21.0 | 20.3 | 21.3 | 206.1 | ОР      |
| 2     | Сергій Куліш (UKR)          | 30.8 | 30.0 | 21.3 | 21.0 | 21.2 | 19.6 | 19.9 | 20.6 | 20.2 | 204.6 |         |
| 3     | Володимир Масленніков (RUS) | 29.9 | 31.7 | 20.4 | 20.9 | 20.7 | 20.5 | 20.0 | 20.1 | Н/Д  | 184.2 |         |
| 4     | Абгінав Біндра (IND)        | 29.9 | 30.2 | 21.1 | 21.5 | 20.8 | 20.2 | 20.1 | Н/Д  | Н/Д  | 163.8 |         |
| 5     | Петер Шиді (HUN)            | 30.8 | 30.9 | 18.8 | 20.9 | 20.7 | 20.6 | Н/Д  | Н/Д  | Н/Д  | 142.7 |         |
| 6     | Ілля Чаргейка (BLR)         | 29.6 | 30.8 | 20.2 | 20.5 | 20.5 | Н/Д  | Н/Д  | Н/Д  | Н/Д  | 121.6 |         |
| 7     | Петар Горша (CRO)           | 30.3 | 30.7 | 19.7 | 20.3 | Н/Д  | Н/Д  | Н/Д  | Н/Д  | Н/Д  | 101.0 |         |
| 8     | Олег Царьков (UKR)          | 27.5 | 32.0 | 20.2 | Н/Д  | Н/Д  | Н/Д  | Н/Д  | Н/Д  | Н/Д  | 79.7  |         |